# Río Claro
Río Claro è un comune del Cile della provincia di Talca nella Regione del Maule. Al censimento del 2002 possedeva una popolazione di 12.698 abitanti.

## Società

### Evoluzione demografica
| Censimento del 1992 | Censimento del 2002 |
| 12.591 ab.          | 12.698 ab.          |

## Frazioni
Rio Claro è composta principalmente da due frazioni:
- Cumpeo: il quale nome deriva dal mapudungun, e significa primavera; da kurhg che significa colore scuro; e da pewgn, che significa germogliare, che è il modo in cui i Mapuche chiamavano la primavera, identificandola con i primi germogli delle piante[2]. Un luogo di interesse per il fatto che si tratta del luogo dove si svolgono le avventure di Condorito.
- Camarico che si colloca lungo la strada che da Talca va a Cumpeo (passando per Molina). Famosa nei circoli underground Italiani per la canzone omonima[3] della band rock "Amara Vendetta". Inoltre, a Camarico vi sono i campi di nocciole[4] (e l'impianto sgusciatore) di Agrichile del gruppo Ferrero (azienda)